# ナムディン市
ナムディン市（ ベトナム語：Thành phố Nam Định / 城庯南定?  発音）はナムディン省の省都である。
ベトナム北部のデルタ地帯に位置する都市。トンキン湾沿岸まで最短で35キロ程度。デルタ地帯で生産される穀物の集散地であり、水上の物流において重要な役割を果たしている。フランスによる植民地時代に工業も勃興した。近隣の都市としては、約70キロ北東にハイフォン、75キロ北西にハノイが位置している。
モンゴルを撃退した英雄チャン・フン・ダオ（陳興道）の故郷でもあり、毎年この地で祭りが行われる。

## 行政区画
以下の20坊5社を管轄する。
- バチエウ坊（Bà Triệu / 趙婆）
- クアバク坊（Cửa Bắc / 𨷶北）
- クアナム坊（Cửa Nam / 𨷶南）
- ハロン坊（Hạ Long / 下隆）
- ロックハ坊（Lộc Hạ / 祿下）
- ロックヴオン坊（Lộc Vượng / 祿旺）
- ナンティン坊（Năng Tĩnh / 能靜）
- ゴクエン坊（Ngô Quyền / 吳權）
- グエンズー坊（Nguyễn Du / 阮攸）
- ファムディンフン坊（Phan Đình Phùng / 潘廷逢）
- クアンチュン坊（Quang Trung / 光中）
- トンニャット坊（Thống Nhất / 統一）
- チャンダンニン坊（Trần Đăng Ninh / 陳登寧）
- チャンフンダオ坊（Trần Hưng Đạo / 陳興道）
- チャンクアンカイ坊（Trần Quang Khải / 陳光啓）
- チャンテスオン坊（Trần Tế Xương / 陳濟昌）
- チュオンティー坊（Trường Thi / 場試）
- ヴァンミエウ坊（Văn Miếu / 文廟）
- ヴィーホアン坊（Vị Hoàng / 渭黃）
- ヴィースエン坊（Vị Xuyên / 渭川）
- ロックアン社（Lộc An / 祿安）
- ロックホア社（Lộc Hòa / 祿和）
- ミーサー社（Mỹ Xá / 美舍）
- ナムフォン社（Nam Phong / 南豐）
- ナムヴァン社（Nam Vân / 南雲）